# Nephele accentifera
Nephele accentifera är en fjärilsart som beskrevs av Ambroise Marie François Joseph Palisot de Beauvois 1805. Nephele accentifera ingår i släktet Nephele och familjen svärmare. Inga underarter finns listade i Catalogue of Life.